# میدان کاخ (سنت پترزبورگ)

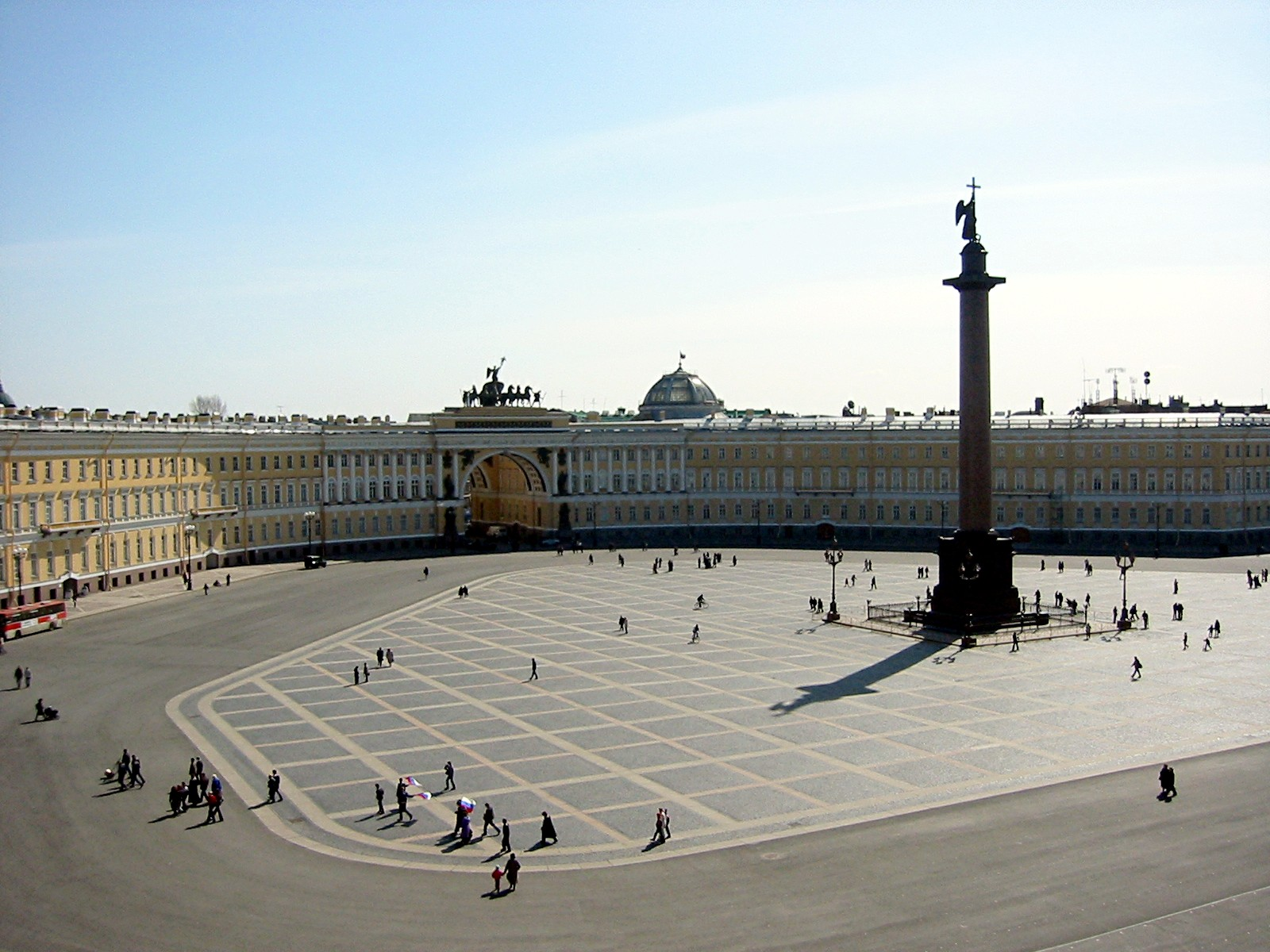
نمای میدان با ستون السکاندر از یک پنجره باز موزه آرمیتاژ در کاخ زمستانی

میدان کاخ (به روسی: Дворцо́вая пло́щадь، آوانگاری: تلفظ: دورتسووایا پلوشاد) یک میدان در شهر سنت پترزبورگ، روسیه است. این میدان که "پل کاخ" را به "نوسکی پروسپکت" پیوند می‌دهد و به جزیره واسیلیفسکی راهنمایی می‌کند، میدان مرکزی شهر سنت پترزبورگ و امپراتوری روسیه پیشین است. این مکان جایگاه بسیار از رخدادهای با اهمیت جهانی بود که از میان آنها می‌توان از یکشنبه خونین (۱۹۰۵) و انقلاب اکتبر (۱۹۱۷) یاد کرد.
دیرین‌ترین ساختمان این میدان کاخ زمستانی سفید و نیلی ترازها (۶۲-۱۷۵۴) است که معماری به شیوه باروک دارد و نام میدان از نام این کاخ گرفته شده است.